# Ron McGovney
Ron McGovney (Los Angeles, 2 de novembro de 1962) é um músico estadunidense de ascendência escocesa que ficou conhecido por ter sido o primeiro baixista do Metallica, quando a banda foi formada no início da década de 1980. Ele foi substuído por Cliff Burton. Ron McGovney era vítima frequente de bullying por parte de Dave Mustaine.

## Metallica
James Hetfield e Ron McGovney montaram uma banda chamada Leather Charm, com o guitarrista Hugh Tanner. Hugh mais tarde decidiu seguir como empresário de bandas, e deixou o grupo. James e Ron encontraram o guitarrista Troy James e o baterista Jim Mulligan. Jim deixou a banda pouco tempo depois. Logo Lars Ulrich juntou-se a eles. Lars e Ron trouxeram Dave Mustaine para a banda no lugar de Troy James, e este foi o nascimento oficial do Metallica.
Embora Ron fosse o baixista da banda, ele não desfrutava de boa convivência com o grupo. Ron e Lars frequentemente discutiam pelas mais diversas razões. Mais adiante, Ron e Dave começaram a ter incidentes similares,começando até a brigar. Em um caso Dave derramou cerveja no baixo de Ron, que quando o plugou, levou um choque que o fez parar na parede. Outro caso, na briga em que Mustaine deu um soco em Hetfield, Ron pulou em cima de Dave e ele o jogou na parede. Ron sentia-se usado pelos outros, já que ele disponibilizava dinheiro e usava seu carro para transportar o equipamento da banda. Por causa disso, Ron rapidamente sentiu-se cansado por ter que agir como o empresário não-oficial da banda.
No dia 10 de Dezembro de 2011, Ron subiu ao palco para tocar com o Metallica em Fillmore, cujo show fez parte de uma série de 4 apresentações, em comemoração aos 30 anos da banda, na qual todos os ex-integrantes da banda que estão vivos foram chamados para participar.

## Saída
Ron gravou várias demos com o Metallica, incluindo uma em sua própria garagem em 1982, a Power Metal Demo, a No Life 'Til Leather e a notável demo ao vivo Metal Up Your Ass. A canção "Hit the Lights" entrou no álbum Metal Massacre Vol. 1.
Após sua saída do Metallica, Ron tocou em uma banda de Thrash Metal chamada Phantasm, porém com apenas dois anos de atividade, a banda se desfez. Após isso, a carreira de Ron degringolou e o mesmo nunca mais fez um trabalho relevante, gravando poucas demos ou tocando com bandas locais. Em 2013, anunciou sua aposentadoria definitiva da música.
Tanto James Hetfield quanto Dave Mustaine têm a opinião de que Ron McGovney não contribuiu musicalmente com a banda, apenas seguindo os outros. Porém ele e James permanecem amigos até hoje e Ron ainda vai aos shows do Metallica em sua cidade. 
Ron tem dois filhos, Justin e Jordann.